# Jasmine Guy
Jasmine Guy (Boston, 10 maart 1962) is een Amerikaans actrice en zangeres. Ze speelde onder meer Whitley Gilbert in de televisieserie A Different World.

## Carrière
Jasmine Guy is de dochter van een Afro-Amerikaanse vader en Portugees-Amerikaanse moeder. Op 17-jarige leeftijd werd zij lid van het Alvin Ailey American Dance Theatre en begon ze te spelen in musicals. In 1982 maakte ze haar televisiedebuut in de serie Fame, waarin ze in 10 afleveringen verscheen.
Haar doorbraak kwam met de sitcom A Different World, een spin-off van The Cosby Show, waarin ze van 1987 tot 1993 als student Whitley Gilbert speelde. De serie was oorspronkelijk geschreven voor de actrice Lisa Bonet, maar na haar vertrek in 1988 werd Guy de hoofdrolspeelster van de serie en ontving ze zes keer een Image Award in de categorie Outstanding Lead Actress in a Comedy Series.
In 1990 bracht ze een muziekalbum uit, waarvan verschillende nummers ook te horen waren in A Different World.
Na het einde van A Different World verscheen ze opnieuw in musicals en maakte ze gastoptredens in verschillende televisieseries zoals Melrose Place en Touched by an Angel. Van 2003 tot 2004 had ze een reguliere rol in de fantasieserie Dead Like Me. Van 2009 tot 2017 speelde ze in The Vampire Diaries.

## Filmografie
- Fame (1982) (tv-serie)
- A Different World (1987-1993) (tv-serie)
- School Daze (1988)
- Harlem Nights (1989)
- The Fresh Prince of Bel-Air (1991) (tv-serie)
- Alex Haley's Queen (1993)
- Klash (1995)
- Melrose Place (1995) (tv-serie)
- Touched by an Angel (1995-1997) (tv-serie)
- Lois & Clark: The New Adventures of Superman (1996) (tv-serie)
- Cats Don't Dance (1997)
- Madeline (1998)
- Guinevere (1999)
- Lillie (1999)
- The Law Of Enclosures (2000)
- Diamond Men (2000)
- Dying on the Edge (2001)
- Dead Like Me (2003-2004) (tv-serie)
- The Heart Specialist (2006)
- Tru Loved (2008)
- Dead Like Me: Life After Death (2009)
- The Vampire Diaries (2009-2014, 2017) (tv-serie)
- Stomp the Yard: Homecoming (2010)
- Blossoms for Clara (2011)
- October Baby (2011)
- What About Us? (2012)
- Scary Movie 5 (2013)
- Big Stone Gap (2014)
- Grey's Anatomy (2019) (tv-serie)